# خورن سارگسیان (دولتمرد)
خورن ترجونی سارگسیان (ارمنی: Խորեն Թռչունի Սարգսյան؛ زادهٔ ۲ ژانویهٔ ۱۹۴۸) یک مهندس و سیاستمدار اهل ارمنستان است که از تاریخ ۱۹۹۵ تا تاریخ ۲۰۰۳ سمت نمایندگی دوره‌های اول و دوم مجلس ملی جمهوری ارمنستان را برعهده داشت.

## زندگی‌نامه
در ۲ ژانویه ۱۹۴۸ در روستای تسووینار به دنیا آمد و از انستیتو دام‌پروری و دام‌پزشکی ایروان (۱۹۷۵) و دانشگاه فنی دولتی امسک (۱۹۸۹) فارغ‌التحصیل شد. 